# Stopnie wojskowe w Armii Czerwonej w latach 1935–1940
Artykuł prezentuje stopnie wojskowe, które obowiązywały w Armii Czerwonej od 22 września 1935 (postanowieniem Centralnego Komitetu Wykonawczego i Rady Komisarzy Ludowych) do 7 maja 1940 roku.
| Grupa                          | Ranga                          | (ros.)                  | Patka na kołnierz płaszcza | Patka na kołnierz munduru | Oznaczenia na rękawach |
| ------------------------------ | ------------------------------ | ----------------------- | -------------------------- | ------------------------- | ---------------------- |
| Marszałek Związku Radzieckiego | Marszałek Związku Radzieckiego | Маршал Советского Союза |                            |                           |                        |
| Dowódcy wyższego szczebla      | Komandarm I rangi              | Командарм 1-го ранга    |                            |                           |                        |
| Dowódcy wyższego szczebla      | Komandarm II rangi             | Командарм 2-го ранга    |                            |                           |                        |
| Dowódcy wyższego szczebla      | Komkor                         | Комкор                  |                            |                           |                        |
| Dowódcy wyższego szczebla      | Komdiw                         | Комдив                  |                            |                           |                        |
| Dowódcy wyższego szczebla      | Kombrig                        | Комбриг                 |                            |                           |                        |
| Starsi dowódcy                 | Pułkownik                      | Полковник               |                            |                           |                        |
| Starsi dowódcy                 | Major                          | Майор                   |                            |                           |                        |
| Starsi dowódcy                 | Kapitan                        | Капитан                 |                            |                           |                        |
| Dowódcy średniego szczebla     | Starszy porucznik              | Старший лейтенант       |                            |                           |                        |
| Dowódcy średniego szczebla     | Porucznik                      | Лейтенант               |                            |                           |                        |
| Dowódcy średniego szczebla     | Młodszy porucznik              | Младший лейтенант       |                            |                           |                        |
| Młodsi dowódcy                 | Starszyna                      | Старшина                |                            |                           | brak                   |
| Młodsi dowódcy                 | Młodszy komwzwod               | Младший комвзвод        |                            |                           | brak                   |
| Młodsi dowódcy                 | Dowódca drużyny                | Отделенный командир     |                            |                           | brak                   |
|                                | Czerwonoarmista                | Красноармеец            |                            |                           | brak                   |

Stopnie wojskowe we Flocie Czerwonej
| Grupa                      | Ranga                  | (ros.)                   | Płaszcz, buszłat, koszule, peleryna i biały kitiel | Tużurka i niebieski kitiel |
| -------------------------- | ---------------------- | ------------------------ | -------------------------------------------------- | -------------------------- |
| Dowódcy wyższego szczebla  | Flagman floty I rangi  | Флагман флота 1-го ранга |                                                    |                            |
| Dowódcy wyższego szczebla  | Flagman floty II rangi | Флагман флота 2-го ранга |                                                    |                            |
| Dowódcy wyższego szczebla  | Flagman I rangi        | Флагман 1-го ранга       |                                                    |                            |
| Dowódcy wyższego szczebla  | Flagman II rangi       | Флагман 2-го ранга       |                                                    |                            |
| Starsi dowódcy             | Kapitan I rangi        | Капитан 1-го ранга       |                                                    |                            |
| Starsi dowódcy             | Kapitan II rangi       | Капитан 2-го ранга       |                                                    |                            |
| Starsi dowódcy             | Kapitan III rangi      | Капитан 3-го ранга       |                                                    |                            |
| Starsi dowódcy             | Kapitan-porucznik      | Капитан-лейтенант        |                                                    |                            |
| Dowódcy średniego szczebla | Starszy porucznik      | Старший лейтенант        |                                                    |                            |
| Dowódcy średniego szczebla | Porucznik              | Лейтенант                |                                                    |                            |
| Dowódcy średniego szczebla | Młodszy porucznik      | Младший лейтенант        |                                                    |                            |
| Młodsi dowódcy             | Główny bosman          | Главный боцман           |                                                    |                            |
| Młodsi dowódcy             | Starszyna              | Старшина                 |                                                    |                            |
| Młodsi dowódcy             | Dowódca drużyny        | Отделенный командир      |                                                    |                            |
|                            | Krasnofłotiec          | Краснофлотец             |                                                    |                            |

Stopnie wojskowe w lotnictwie morskim i obronie wybrzeża Floty Czerwonej
| Lotnictwo morskie Floty Czerwonej | Lotnictwo morskie Floty Czerwonej | Lotnictwo morskie Floty Czerwonej                  | Lotnictwo morskie Floty Czerwonej | Obrona wybrzeża Floty Czerwonej   | Obrona wybrzeża Floty Czerwonej       | Obrona wybrzeża Floty Czerwonej                    | Obrona wybrzeża Floty Czerwonej |
| --------------------------------- | --------------------------------- | -------------------------------------------------- | --------------------------------- | --------------------------------- | ------------------------------------- | -------------------------------------------------- | ------------------------------- |
| Ranga                             | (ros.)                            | Płaszcz, buszłat, koszule, peleryna i biały kitiel | Tużurka i niebieski kitiel        | Ranga                             | (ros.)                                | Płaszcz, buszłat, koszule, peleryna i biały kitiel | Tużurka i niebieski kitiel      |
| Dowódcy wyższego szczebla         |                                   |                                                    |                                   |                                   |                                       |                                                    |                                 |
| Komandarm II rangi                | Командарм 2-го ранга              |                                                    |                                   | Komandarm II rangi                | Командарм 2-го ранга                  |                                                    |                                 |
| Komkor                            | Комкор                            |                                                    |                                   | Komkor                            | Комкор                                |                                                    |                                 |
| Inżynier dywizyjny                | Дивинженер                        |                                                    |                                   | Komdiw                            | Комдив                                |                                                    |                                 |
| Kombrig                           | Комбриг                           |                                                    |                                   | Kombrig                           | Комбриг                               |                                                    |                                 |
| Starsi dowódcy                    |                                   |                                                    |                                   |                                   |                                       |                                                    |                                 |
| Pułkownik lotnictwa               | Полковник авиации                 |                                                    |                                   | Pułkownik obrony wybrzeża         | Полковник береговой обороны           |                                                    |                                 |
| Inżynier wojskowy II rangi        | Военинженер 2-го ранга            |                                                    |                                   | Major obrony wybrzeża             | Майор береговой обороны               |                                                    |                                 |
| Kapitan lotnictwa                 | Капитан авиации                   |                                                    |                                   | Kapitan obrony wybrzeża           | Капитан береговой обороны             |                                                    |                                 |
| Dowódcy średniego szczebla        |                                   |                                                    |                                   |                                   |                                       |                                                    |                                 |
| Starszy porucznik lotnictwa       | Старший лейтенант авиации         |                                                    |                                   | Starszy porucznik obrony wybrzeża | Старший лейтенант береговой обороны   |                                                    |                                 |
| Technik wojskowy II rangi         | Воентехник 2 ранга                |                                                    |                                   | Porucznik obrony wybrzeża         | Лейтенант береговой обороны           |                                                    |                                 |
| Młodszy porucznik lotnictwa       | Младший лейтенант авиации         |                                                    |                                   | Młodszy porucznik obrony wybrzeża | Младший лейтенант береговой обороны   |                                                    |                                 |
| Młodsi dowódcy                    |                                   |                                                    |                                   |                                   |                                       |                                                    |                                 |
| Starszyna lotnictwa               | Старшина авиации                  |                                                    |                                   | Starszyna obrony wybrzeża         | Старшина береговой обороны            |                                                    |                                 |
| Młodszy komwzwod lotnictwa        | Младший комвзвод авиации          |                                                    |                                   | Młodszy komwzwod obrony wybrzeża  | Младший комвзвод береговой обороны    |                                                    |                                 |
| Dowódca drużyny lotnictwa         | Отделённый командир авиации       |                                                    |                                   | Dowódca drużyny obrony wybrzeża   | Отделённый командир береговой обороны |                                                    |                                 |

## Stopnie wojskowe w korpusie politycznym wszystkich rodzajów wojsk[1]
- komisarz armijny I rangi;
- komisarz armijny II rangi;
- komisarz korpuśny;
- Komisarz dywizyjny;
- komisarz brygadowy;
- Komisarz pułkowy;
- komisarz batalionowy;
- starszy politruk;
- politruk.

Uwaga: w literaturze często mylone są pojęcia stopnia z funkcją - np. komisarz dywizji to oficer polityczny (mogący posiadać różne stopnie) nadzorujący pracę polityczno-wychowawczą na szczeblu dywizji, natomiast komisarz dywizyjny to oficer polityczny o takim stopniu, niekoniecznie wykonujący taką pracę.